# Matrilocalidade
Matrilocalidade é designação antropológica do costume (quando de um povo ou grupo) de o cônjuge masculino mudar-se, quando casado, para a casa ou região de sua esposa ou mãe da esposa.
1. ↑  S.A, Priberam Informática. «matrilocalidade». Dicionário Priberam. Consultado em 12 de maio de 2022
2. ↑  «Matrilocal». Michaelis On-Line. Consultado em 12 de maio de 2022